# Egyszer fenn, egyszer lenn
Egyszer fenn, egyszer lenn (węg. Raz na górze, raz na dole) – dwunasty album Hungárii, a trzeci album tego zespołu od momentu, gdy nosił on nazwę Modern Hungária. Wydany został w 1988 roku na MC i LP nakładem Hungarotonu.

## Lista utworów
1. "Egyszer fenn, egyszer lenn" (3:34)
2. "Keserű csók" (3:56)
3. "Emlékkönyv" (4:17)
4. "Szállj fel, katicabogár" (3:42)
5. "Halló Budapest" (3:56)
6. "Valaki után úgy futnék" (3:48)
7. "Szív küldi szívesen" (3:07)
8. "Fele cukor, fele méz" (3:31)
9. "Pokoli éj" (3:44)
10. "Rocki szex" (4:27)

## Wykonawcy
- Miklós Fenyő – wokal, instrumenty klawiszowe
- Attila Bodnár – wokal, gitara
- Ilona Csordás – wokal
- Beatrix Jován – wokal